# كارل بويز (سياسي)
كارل بويز هو سياسي أمريكي، ولد في 1 مارس 1936 في إيري في الولايات المتحدة، وتوفي في 11 مايو 2003. نشط حزبياً في الحزب الجمهوري. وقد انتخب عضو مجلس نواب بنسيلفانيا ‏.